# 모리타니저빌
모리타니저빌(Gerbillus mauritaniae)은 황무지쥐아과에 속하는 설치류의 일종이다. 모리타니 북부 지역에서 주로 발견된다. 일부는 별도의 모노디아속(Monodia)으로 분류하기도 한다.